# Sing Your Way Home
Sing Your Way Home is een Amerikaanse muziekfilm uit 1945 onder regie van Anthony Mann.

## Verhaal
De oorlogsverslaggever Steve Kimball bevindt zich in Parijs tijdens de Tweede Wereldoorlog. Hij wil koste wat het kost terug naar de Verenigde Staten. Hij wordt gedwongen om zich te ontfermen over een troep artiesten, die dezelfde boot neemt als hij. Alleen barsten ze om de haverklap uit in zingen.

## Rolverdeling
| Acteur           | Personage         |
| ---------------- | ----------------- |
| Jack Haley       | Steve Kimball     |
| Marcy McGuire    | Bridget Forrester |
| Glen Vernon      | Jimmy McCue       |
| Anne Jeffreys    | Kay Lawrence      |
| Donna Lee        | Terry             |
| Patti Brill      | Dottie            |
| Nancy Marlow     | Patsy             |
| James Jordan jr. | Chuck             |
| Emory Parnell    | Kapitein          |
| David Forrest    | Windy             |
| Edward Gargan    | Cipier            |